# ESV Westbahn Linz
Der ESV Westbahn Linz ist ein Fußballverein aus der oberösterreichischen Landeshauptstadt Linz, Österreich und spielte in der Saison 1951/52 in der zweithöchsten österreichischen Fußballklasse, der Staatsliga B.

## Geschichte

### ASK Rapid Linz
Der Verein wurde im Jahr 1921 durch eine Handvoll Linzer Arbeiter und Eisenbahner unter dem Namen Arbeitersportklub Rapid Linz ins Leben gerufen. Die heute noch gültigen Vereinsfarben Rot und Weiß wurden bereits bei der Vereinsgründung festgelegt. Mit viel Idealismus wurde ein von der Gemeinde Linz zur Verfügung gestelltes Gelände in der Linzer Hafengegend zu einem Sportplatz ausgebaut. 
Von 1922 bis 1937 spielte der Verein in der Oberösterreichischen Meisterschaft und belegte gleich in seiner ersten Saison 1922/23 auf Anhieb den vierten Platz. Zwischenzeitlich wanderten die Rapidler zum Verband der österreichischen Arbeiterfußballer und spielten dort neben dem Traditionsklub SK Vorwärts Steyr eine tragende Rolle. Während der Kriegsjahre wurde das Vereinsgeschehen auf eine harte Probe gestellt. 1939 musste der Sportplatz für wehrwirtschaftliche Zwecke geräumt werden, und nach dem mit Kriegsausbruch auch noch eine Vielzahl an Spielern zum Kriegsdienst eingezogen wurde, stand der ASK Rapid Linz ohne Sportplatz und ohne Spieler praktisch vor der Auflösung. 1940 wurde Rapid Linz daher mit dem SK Ostmark zusammengelegt, der selbst erst 1938 aus der Fusion von SK Donau (heute ASKÖ Donau Linz), Blaue Elf Linz und dem SV Kleinmünchen entstanden war, kurz zuvor aber den Spielbetrieb eingestellt hatte.

### Reichsbahn SG Linz
Die weitere Aufrechterhaltung des Spielbetriebs konnte nur noch durch eine Fusion mit der Reichsbahnsportgemeinschaft Linz erreicht werden, die über eine eigene Sportanlage in der Unionstrasse verfügte. Die Fusion kam zwar eher einem Anschluss gleich, da der traditionelle Vereinsname des ASK Rapid aufgegeben werden musste, doch spielte der nunmehrige Fusionsverein Reichsbahn SG Linz bis 1945 durchaus erfolgreich in der Meisterschaft. 

### ESV Westbahn Linz
Nach Kriegsende wurde der Vereinsname Reichsbahn SG umgehend in ESV Westbahn Linz geändert. Als Eisenbahnersportverein spielten die Linzer nunmehr in der 1. Klasse und schafften 1949 den Aufstieg in die Landesliga. Nach dem Titelgewinn in der Landesliga in der Saison 1950/51 stieg der Verein sogar in die Staatsliga B, der damals zweithöchsten Spielklasse Österreichs auf. Zwar musste diese Liga nach einem Jahr wieder verlassen werden, doch sicherten sich die Eisenbahnsportler damit ihren Platz in den Annalen der österreichischen Fußballgeschichte. 
1954 verlor der Verein seine Heimstätte, da die ÖBB die Westbahn-Sportanlage für ein neu zu errichtendes Materialmagazin benötigten. Die Linzer mussten daraufhin den Spielbetrieb für ein Jahr einstellen, konnten jedoch währenddessen ein Areal am Damm in Urfahr erwerben und wieder in den Meisterschaftsbetrieb einsteigen. Aufgrund dieser unfreiwilligen Zwangspause musste der Verein jedoch die Rückversetzung durch den Verband in die 1. Klasse Ost hinnehmen. 1957 konnte schlussendlich die neue Eisenbahnersportanlage im Linzer Stadtteil Neue Heimat als Heimstätte benutzt werden. Das Jahr 1957 war aber auch in anderer Hinsicht ein Meilenstein in der Geschichte von Westbahn, unternahm der ESV doch als erster österreichischer Amateurverein eine Auslandstournee durch Schweden, Norwegen und Dänemark. 
Ab der Saison 2003/04 spielte der ESV Westbahn Linz in der oberösterreichischen Bezirksliga Ost, das ist die 6. Leistungsstufe in Österreich.
In der Saison 2005/2006 verfehlte der ESV Westbahn Linz den Klassenerhalt und stieg somit in die 1. Klasse Mitte ab.
In der Saison 2016/17 bildete der Verein eine Spielergemeinschaft mit dem FC Stahl Linz, die in der folgenden Saison wieder aufgelöst wurde.

## Erfolge
- Oberösterreichischer Landesmeister: 1950/51
- 1 Teilnahme an der Staatsliga B (2. Spielklasse): 1951/52